# حديقة بحيرة كريتر الوطنية
حديقة بحيرة كريتر الوطنية (بالإنجليزية: Crater Lake National Park) هي حديقة وطنية أمريكية تقع في جنوب ولاية أوريغن. تم إنشائها عام 1902، وهي خامس أقدم حديقة وطنية في الولايات المتحدة وتعتبر المنتزه الوطني الوحيد في ولاية أوريغون. تضم الحديقة فوهة بركانية تقع في بحيرة كريتر كما تضم بقايا جبل مازاما والذي هو عبارة عن بركان مركب بالإضافة للتلال والغابات المحيطة.
يبلغ عمق البحيرة 1949 قدمًا (594 مترًا) عند أعمق نقطة لها، مما يجعلها أعمق بحيرة في الولايات المتحدة، وثاني أعمق بحيرة في أمريكا الشمالية وتاسع أعمق بحيرة في العالم. غالبًا ما يُشار إلى بحيرة كريتر على أنها سابع أعمق بحيرة في العالم، ولكن هذه القائمة السابقة تستثني ما بحيرة فوستوك تحت الجليدية في القارة القطبية الجنوبية التي تقع على عمق يقرب من 3000 قدم (910 م)، والتقرير الأخير عن بحيرة أوهيغينز/ سان مارتن التي تقع على عمق أقصى يبلغ 2,740 قدمًا (840 مترًا)، وتقع على حدود تشيلي والأرجنتين. ومع ذلك عند مقارنة متوسط عمقها البالغ 1148 قدمًا (350 مترًا) بمتوسط عمق البحيرات العميقة الأخرى، تصبح بحيرة كريتر هي الأعمق في نصف الكرة الغربي وثالث أعمق عمق في العالم. يرجع متوسط العمق المثير للإعجاب لهذه البحيرة إلى وجود فوهة بركانية يبلغ عمقها 4000 قدم (1200 متر) والتي تشكلت قبل 7700 عام أثناء الثورات البركانية العنيفة والانهيار اللاحق لجبل مازاما والمناخ الرطب نسبيًا الذي هو نموذجي لقمة سلسلة جبال كاسكيد.
تتراوح حافة الفوهة البركانية في الارتفاع من 7000 إلى 8000 قدم (2100 إلى 2400م). ويبلغ الارتفاع القياسي لسطح البحيرة حسب هيئة المسح الجيولوجي الأمريكية 6,178 قدمًا (1,883 مترًا). وتبلغ مساحة الحديقة الوطنية 183.224 فدانًا (286.3 ميل²؛ 741.5 كم²). لا يوجد في بحيرة كريتر تيارات تتدفق إليها أو تخرج منها. ما يجعل كل المياه التي تدخل البحيرة تنتقل عن طريق التبخر أو التسرب تحت السطحي. عادة ما يكون لمياه البحيرة لون أزرق مذهل، وتتم إعادة ملء البحيرة بالكامل في فصل الشتاء عن طريق الأمطار والثلوج.